# Колокольня (Гагаринский район)
Колоко́льня — деревня в Смоленской области России, в Гагаринском районе. Население — 197 жителей (2007 год). Расположена в северо-восточной части области в 5 км к югу от Гагарина, в 1 км севернее автодороги М1 «Беларусь». Входит в состав Никольского сельского поселения. Образует практически единый населённый пункт с деревней Костивцы.

## История
Впервые упоминается в 1618 году, после Деулинского перемирия вместе с селом Костивцы, как разорённое литовцами село. В 1838 году на средства помещика Мальцева С.С. была построена каменная церковь Введения (сохранилась поныне). В середине XIX века — владельческое село при реке Гжать, 4 двора, 16 жителей, церковь. В 1904 году в селе также 4 двора, 16 жителей и церковно-приходская школа.

## Экономика
Средняя школа.

## Достопримечательности
Памятник архитектуры: Введенская церковь, 1838 год. Донатором строительства выступил помещик С.С. Мальцев. Построена в стиле позднего классицизма.